# 马勒语
马勒语是老挝和泰国一种孟高棉语族语言。
Tayten(截至1995年有300使用者)分布在老挝琅勃拉邦省巴森县2个村庄中。它可能属于马勒语或傣奈语。